# T-Learning
T-Learning que es:
Resumen: Una de los campos de aplicación de la televisión digital interactiva es el área de T-learning, es Decir la Televisión para propósitos educativos. Este artículo presenta los avances del proyecto “EDiTV: Educación virtual basado en televisión interactiva para soportar programas a distancia”, El cual tiene por objetivo principal apoyar procesos educativos a distancia en el programa de Tecnologías Emergentes que ofrece CCTVRADIO. El principal aporte que se espera de este proyecto es proponer los elementos mínimos para construir servicios de T-learning tanto desde el punto de vista técnico como pedagógico. Palabras Claves: Televisión Digital Interactiva, educación a distancia, educación virtual, CCTVRADIO.
Abstract: One of the application domains of the interactive digital television is the T-learning area, i.e. the Television for educational purposes. This paper presents the advances of the project “EDiTV: Virtual Education based on interactive television to support distance learning”, the main objective of this project is support distance learning process in the program of Emergences Technology offered by CCTVRADIO. The main expected contribution of this project is proposing the minimal elements to develop T-learning services from technical and pedagogical point of view. Keywords: Interactive Digital Television, distance learning, virtual education, CCTVRADIO. #TLearning #EDiTV
Más información en: EDiTV 2006
Más información en: EDiTV 2023
- Datos: Q6137417